# Kai Outa
Kai Uula Outa (Helsinki, 22 settembre 1930 – Vihti, 5 marzo 2002) è stato un sollevatore finlandese medagliato europeo, che ha gareggiato nella categoria dei pesi mediomassimi.

## Carriera
Ha militato nei club dell'Oulu Pyrintö, Idrottsklubben-32 e Helsingin Atleettiklubi. Vinse per due volte i campionati finlandesi nel 1951 sul limite dei +82,5 kg e nel 1954 sul limite dei –90 kg.
Partecipò ai Giochi olimpici di Helsinki del 1952, nella categoria dei mediomassimi, piazzandosi al 10º posto, e classificandosi terzo ai campionati europei – vincendo la medaglia di bronzo – poiché quell'edizione olimpica assegnava anche il titolo continentale.
Prese parte anche ai campionati mondiali ed europei del 1954 a Vienna, ma s'infortunò durante la gara.